# 年羹堯
年 羹堯 (仮名：ネン-コウギョウ, 拼音：nián gēngyáo) は、清康熙・雍正朝の漢人官僚。妹は雍正帝の年貴妃。
四川巡撫に任命されると、西藏を侵犯したジュンガル部の策妄･阿喇布坦ツェワン･ラブタン、続けて青海で叛乱を起した青海ホショト部の羅卜藏･丹津ロブサン･ダンジンの軍を撃攘し、清朝 (延いては現在の中華人民共和国) がチベットを版図に組み込むきっかけを作った。

## 略年表
(以下の日附はいづれも旧暦。【 】内は満年齢。)
康熙39年 (1700)【21歳】
- 5月11日：進士から庶吉士に昇任 (同期に張廷玉)。[4]

康熙42年 (1703)【24歳】
- 4月20日：庶吉士から翰林院検討官名に昇任。[5][6]

康熙44年 (1705)【26歳】
- 5月18日：翰林院検討から四川郷試正考官 (＝正試験官) に転任。[6]

康熙47年 (1708)【29歳】
- 5月20日：広東郷試正考官に転任。[7]

康熙48年 (1709)【30歳】
- 2月8日：翰林院侍講学士[注 1]から内閣学士に昇任、礼部侍郎を兼任。[8]
- 9月17日：四川巡撫に転任。[9]

康熙50年 (1711)【32歳】
- 4月20日：岳昇龍の隊と合流して斡偉の生番を討伐するよう勅旨を受けながら合流せず、中途で帰還したことを咎められ、巡撫の職を免黜。情状酌量され留任。[10]

康熙57年 (1718)【39歳】
- 10月20日：四川巡撫 (民事処理権限のみ) から四川総督 (軍事権限賦与) に昇任。[11]
- 10月23日：四川巡撫の事務管理を兼任。[12]

康熙60年 (1721)【42歳】
- 5月25日：陝西総督を兼任。[13]

雍正1年 (1723)【44歳】
- 2月21日：二等阿達哈哈番アダハ･ハファンの世職 (二等軽車都尉に相当) を授与。[14]

- 3月5日：太保の称号を授与 (同期に吏部尚書兼歩軍統領・隆科多ロンコド、保和殿大学士・馬斉マチ)。[15]
- 3月9日：三等公に叙爵。[16]
- 10月2日：羅卜藏･丹津ロブサン･ダンジン討伐の為、撫遠大将軍に就任。[17]
- 10月8日：ゴロク平定の恩賞として二等公に陞叙。[18]

雍正2年 (1724)【45歳】
- 4月2日：青海平定の恩賞として一等公に陞叙。[19]
- 11月25日：青海平定の恩賞として一等阿思哈尼哈番 (一等男爵に相当) に陞叙。[20]

雍正3年 (1725)【46歳】
- 3月23日：年羹堯が「朝乾夕惕」[注 2]と書くべきを「夕陽朝乾」[注 3]と書いた奏摺を呈上。憤慨した雍正帝が年羹堯の青海平定における功績を抹殺。[23]
- 4月12日：浙江杭州将軍に降格 (兵卒の操練が実務)。嘗ての部下である岳鍾琪が代って四川陝西総督に就任。[24]
- 7月20日：岳鍾琪の弾劾を受け二等公に貶降。[25]
- 7月25日：田文鏡の弾劾を受け三等公に貶降。[26]
- 12月11 (西暦1726年1月)：自死。[27]

## 一族
- 父・年遐齢：明崇禎15年 (1642) 生、雍正5年 (1727) 歿。湖広巡撫。一等公爵。[1][28]
  - 兄・年希堯：年遐齢の長子。筆帖式ビトヘシから工部侍郎に昇官し (後に免黜)、内務府総管、左都御史などを歴任。雍正13年 (1735) に江蘇巡撫・高其倬の弾劾を受けて罷免され、乾隆3年 (1738) に死去。[29]
  - 妹：雍親王・胤禛 (後の雍正帝) に嫁ぎ、雍正元年 (1723) に貴妃に冊封、同3年 (1725) 旧暦11月に危篤となり、翌12月薨去、諡号は敦肅皇貴妃。[30]

### 妻妾
- アイシンギョロ氏：年羹堯の自死に伴い雍正帝の命で実家に戻された。[27][注 4]

### 子孫
年羹堯には子が大勢あったが、年羹堯が雍正帝の怒りを買った為にその子らも処罰され、年富は斬首、その外の15歳以上の子は兵卒として配流された。年羹堯の死後に雍正帝の寛恕を受け、年羹堯の父・年遐齡の許へ引き取られた。
- 子・年熙：長子（一説に改名して年徳柱）。[32]
- 子・年斌
- 子・年富：父・羹堯の戦功により一等阿思哈尼哈番 (一等男爵) に叙爵されたが、羹堯とともに断罪され、斬首。[1]
- 子・年興
- 子・年秀
  - 孫・年王臣：父不詳。[2]

## 逸話
- 安徽省蚌埠市懐遠県に遺る『年氏宗譜』の記載に拠れば、年家の祖先は懐遠火廟北の年家庄牛王殿に原籍を置いたが、明末に懐遠西南の湖疃寺 (現胡疃) に移居し、清順治年間には鳳陽年家崗 (安徽省滁州市鳳陽県は明太祖朱元璋の出身地) へ、その後さらに盛京広寧県 (現遼寧省瀋陽市北鎮市) に転籍した。[33]
- 年家は、代々明朝に仕えて宦官を輩出した家系であった。[28]
- 張廷玉とはともに康熙39年 (1700) に進士から庶吉士となった同期だが、[34]片や文官として康熙、雍正、乾隆三朝に仕えた末に大廟に祀られ、片や武官として出世したものの一門番にまで貶められた末に自害させられるという、対照的な末路を歩んだ。
- 著書に『治平勝算全書』全28巻、『繪圖兵法』全20巻、『本草類方』全10巻、『年羹堯奏摺』など。[33]
- 年羹堯は宣武門内の右隅に邸宅を下賜され、門には「邦家之光」(国家の光) と書かれた扁額がかけられていた。後、日に日に傲慢になっていく年羹堯のその邸宅の前を通った有識の士は扁額をみて「可改書『敗家之先』」(「没落者の先駆け」と書き換えるべきだ) と呟いたという。時を経ずして、年羹堯は雍正帝の怒りを買い度重なる降格に遭った。[35]

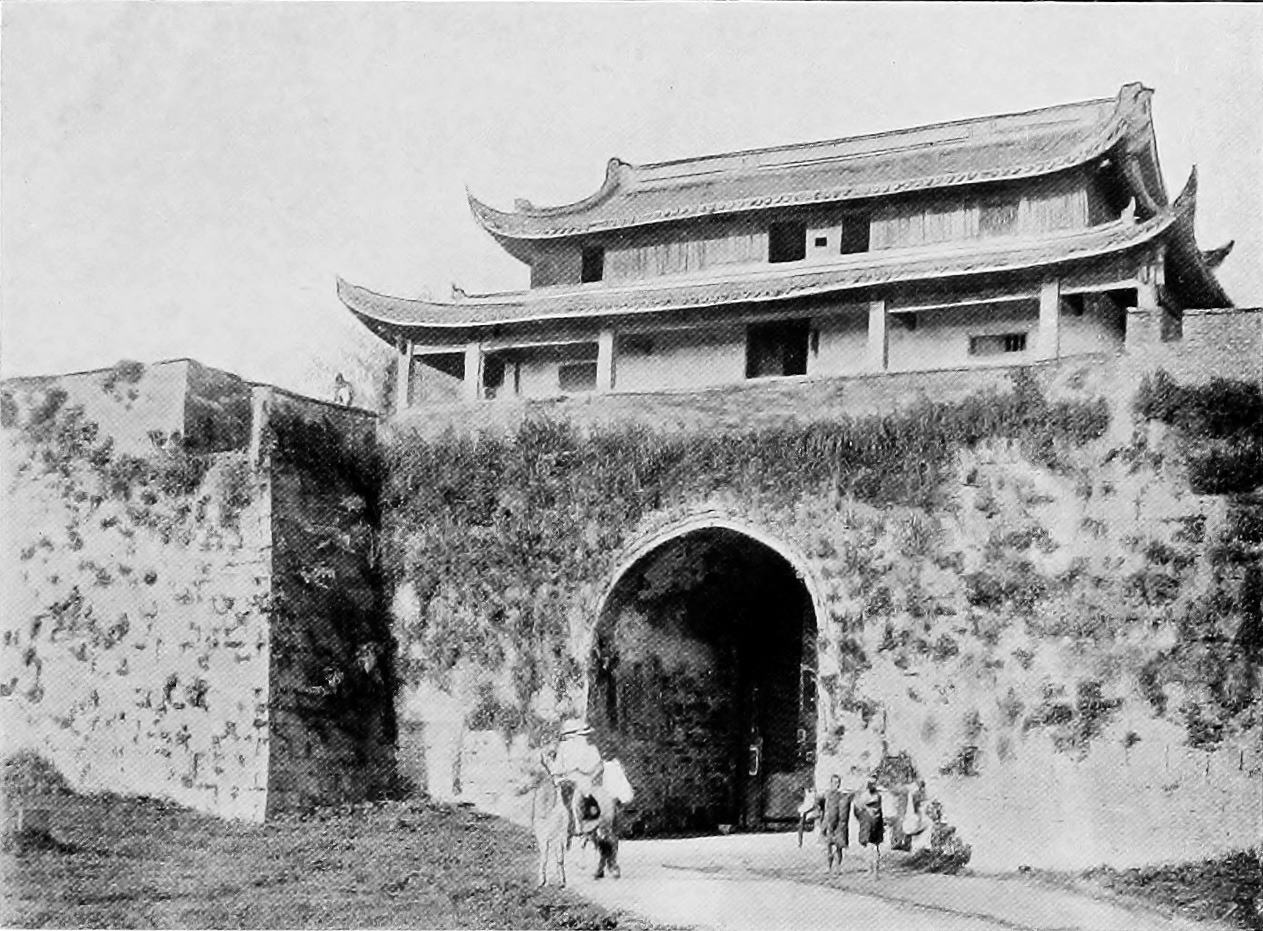
湧金門と思われる城門 (Isabella Lucy Bird『Chinese Picture: notes on photographs made in China』(1900) p.99「The West Gate of Hangchow」より)

- 雍正帝の怒りを買って大将軍から杭州駐防防禦の職に降格されてからは、日ねもす湧金門の脇に坐っていた。しかしそれでも薪売りや蔬菜売りが「年大將軍在也」(大将軍がいらっしゃる) と言って門を通ることを憚ったほど、往時の威厳は健在であったという。道光年間 (19世紀中頃) に『嘯亭雜錄』を著した昭槤 (ヌルハチ仍孫) は「實近日勳臣所未有也」(実に最近の勲臣にはないことだ) と感慨をもらしている。[36]

## 登場作品
テレビドラマ
| 放映年 | 原題           | 邦題                                   | 配役   |
| ------ | -------------- | -------------------------------------- | ------ |
| 1999   | 雍正王朝       | 雍正王朝                               | 杜志国 |
| 2010   | 宮鎖心玉       | 宮パレス〜時をかける宮女〜             | 李沁東 |
| 2011   | 甄嬛伝         | 宮廷の諍い女                           | 孫寧   |
| 2017   | 花落宮廷錯流年 | 花散る宮廷の女たち〜愛と裏切りの生涯〜 | 鄭拓疆 |